# Хендемарк, Фредрик
Фредрик Хендемарк (род. 27 августа 1993, Björbo, Коппарберг) — шведский хоккеист, нападающий.

## Биография
Воспитанник клуба «Лександ». Стал играть за команду во второй по силе шведской лиге в сезоне 2011/12, в сезоне 2013/14 дебютировал в чемпионате Швеции. В сезонах 2011/12 — 2012/13 провёл несколько матчей на правах аренды за «Бурлэнге». Сезон 2015/16 начал в «Пантерн» Мальмё, затем был арендован «Мальмё Редхокс», где продолжил выступать со следующего сезона. 4 мая 2020 года, будучи незадрафтованным, подписал контракт с клубом НХЛ «Сан-Хосе Шаркс». Так как начало сезона было отложено из-за пандемии коронавируса, Хендемарк на правах аренды выступал за «Мальмё Редхокс». 18 января 2021 года дебютировал в НХЛ в матче против «Сент-Луис Блюз» (4:5). 12 марта в игре против «Анахайм Дакс» (6:0) забил свою единственную шайбу в НХЛ в восьми проведённых матчах. 17 июня 2021 года подписал контракт с клубом КХЛ СКА Санкт-Петербург. В 15 матчах забил два гола и 15 октября вернулся в «Мальмё Редхокс».
Играл в сборной Швеции на матчах Еврохоккейтура.